# 馬林城 (加利福尼亞州)
馬林城（英語：Marin City）是位於美國加利福尼亞州馬林縣的一個人口普查指定地區。

## 地理
馬林城的座標為37°52′07″N 122°30′33″W / 37.86861°N 122.50917°W，而該地最高點為海拔高度7米（即23英尺）。

## 人口
根據2010年美國人口普查的數據，馬林城的面積為1.390平方千米，均為陸地。當地共有人口2,666人，而人口密度為每平方千米1,917人。